# (4860) Gubbio
(4860) Gubbio es un asteroide perteneciente al cinturón de asteroides, descubierto el 3 de marzo de 1987 por Edward Bowell desde la Estación Anderson Mesa (condado de Coconino, cerca de Flagstaff, Arizona, Estados Unidos).

## Designación y nombre
Designado provisionalmente como 1987 EP. Fue nombrado Gubbio en homenaje a la ciudad de Gubbio, provincia de Perugia, Umbría, Italia. Data de la civilización de Umbría en el siglo VII a. C., Gubbio floreció en la Edad Media y es una de las ciudades medievales mejor conservadas de Italia.

## Características orbitales
Gubbio está situado a una distancia media del Sol de 2,631 ua, pudiendo alejarse hasta 3,016 ua y acercarse hasta 2,247 ua. Su excentricidad es 0,146 y la inclinación orbital 14,54 grados. Emplea 1559 días en completar una órbita alrededor del Sol.

## Características físicas
La magnitud absoluta de Gubbio es 12,4. Tiene 23,151 km de diámetro y su albedo se estima en 0,031.